# パウリ・アルバレーイ
パウリ・アルバレーイ（イタリア語: Pauli Arbarei）は、イタリア共和国サルデーニャ州南サルデーニャ県にある、人口約600人の基礎自治体（コムーネ）。

## 地理

### 位置・広がり

#### 隣接コムーネ
隣接するコムーネは以下の通り。
- ラス・プラッサス
- ルナマトローナ
- シッディ
- トゥイーリ
- トゥッリ
- ウッサラマンナ
- ヴィッラマル